# Der Verführte
Der Verführte ist ein kurzes, deutsches Stummfilmdrama aus dem Jahre 1913 von Max Obal nach einem Drehbuch von Hanns Heinz Ewers mit Paul Wegener in der Titelrolle.

## Handlung
Max arbeitet als Stuckateur und ist dem Alkohol sehr zugeneigt. Obwohl Familienvater, kann er sich nicht zur Enthaltsamkeit durchringen, und der Film zeigt, wie er allmählich mehr und mehr verfällt. Darüber hinaus hat er noch eine Geliebte, die ihn von der Familie wegzieht, arbeitsscheu werden und im Gefängnis landen lässt. Bald ist Maxens Gesundheit ruiniert, da rettet ihn sein eigenes Kind aus dem Sumpf, als es dem eigenen Vater auf dem Weg ins Obdachlosenheim begegnet. Für einen Moment scheint Max zu erkennen, dass er sich ändern muss, doch als er eines Tages wieder an eine Schnapsflasche gerät, endet er im Säuferwahn.

## Produktionsnotizen
Der Verführte, einer von Paul Wegeners ersten Filmen, war nur zwei Akte und 982 Meter lang. Der Streifen passierte am 30. Juli 1913 die Filmzensur und wurde mit Jugendverbot belegt. Die Uraufführung fand noch im selben Jahr statt. In Österreich-Ungarn lief Der Verführte Anfang 1914 an.
Die Filmbauten schuf Robert A. Dietrich.

## Kritik
„Die Handung ist konsequent und straff durchgeführt und hat in Grete Berger und Lyda Salmanovna [sic!] routinierte Filmspielerinnen.“